# Відкритий чемпіонат Австралії з тенісу 2018
Відкритий чемпіонат Австралії з тенісу 2018 — тенісний турнір, що проходив між 15 січня та 28 січня 2018 року на кортах Мельбурн-Парку в Мельбурні, Австралія. Це був 106-й чемпіонат Австралії з тенісу, 50-й з початку відкритої ери,  перший турнір Великого шолома у 2018 році та 200-й відкритої ери. Турнір входив до програм ATP та WTA турів. Спонсором турніру була Kia.

## Огляд подій та досягнень

### До початку турніру
Чемпіонка Австралії 2017 року Серена Вільямс вирішила не відстоювати свій титул через 5 місяців після народження доньки. Не брала участі в турнірі через сімейні проблеми дворазова чемпіонка Вікторія Азаренко.
Як у чоловіків, так і у жінок могли змінитися перші ракетки світу. У чоловіків Роджер Федерер міг обійти  Рафаеля Надаля, але для цього він повинен був виграти турнір, а Надаль вибути до чвертьфіналу.  У жінок на перше рейтингове місце претендували 6 тенісисток: Симона Халеп, Каролін Возняцкі, Гарбінє Мугуруса, Еліна Світоліна, Кароліна Плішкова та Олена Остапенко.
Переможниця турніру 2017 року серед дівчат, 15-тирічна Марта Костюк, отримала від організаторів запрошення попробувати свої сили в класифікації дорослого жіночого турніру.

### Результати й досягнення
У чоловіків турнір виграв Роджер Федерер. Він ушосте став чемпіоном Австралії, а загалом здобув свій 20-й титул Великого шолома. Рафаель Надаль вибув у чвертьфіналі, тож зберіг за собою звання першої ракетки світу.
В одиночному жіночому розряді турнір виграла данка Каролін Возняцкі. Це був її перший титул Великого шолома. Перемогою в Австралії Возняцкі повернула собі право називатися першою ракеткою світу.
У чоловічому парному розряді перемогли австрієць Олівер Марах та хорват Мате Павич. Для Мараха це був перший титул Великого шолома, Павич уже мав серед своїх досягнень титул чемпіона США у міксті.
У парному розряді серед жінок угорка Тімеа Бабош здобула свій перший титул Великого шолома. Її партнерка, Крістіна Младенович із Франції, стала чемпіонкою Австралії вдруге (перша перемога була в неї на турнірі 2014 року  у міксті). Загалом для Младенович це четверий титул Великого шолома — два в парі, два в міксті.
У змішаному парному розряді перемогли канадка Габріела Дабровскі та хорват Мате Павич. Для Дабровскі це був другий титул Великого шолома (попередній теж у міксті на чемпіонаті Франції 2017) і перший титул австралійської чемпіонки. Для Павича це був уже другий титул у міксті (попередній на чемпіонаті США 2016 з Лаурою Зігемунд). Чемпіоном Австралії він став удруге — виграв як і чоловічу пару, так і мікст.
15-річна Марта Костюк стала невеликою сенсацією турніру. Вона не тільки зуміла класифікуватися до основної сітки, а й виграла там два матчі, пробившись до третього кола. Раніше таке вдавалося зробити тільки юніорці Мартіні Хінгіс у 1997 році (але Хінгіс тоді виграла чемпіонат).

## Результати фінальних матчів

### Дорослі
| Одиночний розряд. Чоловіки (Детальніше) |                                   |                              |
| Роджер Федерер                          | Марин Чилич                       | 6–2, 6–7(5–7), 6–3, 3–6, 6–1 |
|                                         |                                   |                              |
| Одиночний розряд. Жінки (Детальніше)    |                                   |                              |
| Каролін Возняцкі                        | Симона Халеп                      | 7-67-2, 3-6, 6-4             |
|                                         |                                   |                              |
| Парний розряд. Чоловіки (Детальніше)    |                                   |                              |
| Олівер Марах Мате Павич                 | Хуан Себастьян Кабаль Роберт Фара | 6–4, 6–4                     |
|                                         |                                   |                              |
| Парний розряд. Жінки (Детальніше)       |                                   |                              |
| Тімеа Бабош Крістіна Младенович         | Катерина Макарова Олена Весніна   | 6–4, 6–3                     |
|                                         |                                   |                              |
| Мікст                                   |                                   |                              |
| Габріела Дабровскі Мате Павич           | Тімеа Бабош Роган Бопанна         | 2–6, 6–4, [11–9]             |
|                                         |                                   |                              |

### Юніори
| Одиночний розряд. Хлопці  |                               |                       |
| Себастіан Корда           | Цен Чунсінь                   | 7–6(8–6), 6–4         |
|                           |                               |                       |
| Одиночний розряд. Дівчата |                               |                       |
| Лян Еншуо                 | Клара Бюрель                  | 6–3, 6–4              |
|                           |                               |                       |
| Парний розряд. Хлопці     |                               |                       |
| Юго Гастон Клеман Табюр   | Рудольф Моллекер Генрі Сквайр | 6–2, 6–2              |
|                           |                               |                       |
| Парний розряд. Дівчата    |                               |                       |
| Лян Еншуо Ван Сіньюй      | Вайолет Апіса Лулу Сун        | 7–6(7–4), 4–6, [10–5] |
|                           |                               |                       |